# Биссекс, Рейчел
Ре́йчел Би́ссекс (англ. Rachel Bissex; 27 декабря 1956, Бостон, Массачусетс, США — 20 февраля 2005) — американская фолк-певица, автор песен, гитаристка и актриса.

## Биография
Одними из её наиболее известных песен были «Dancing With My Mother» и «Drive All Night».
28 сентября 1985 года Рейчел вышла замуж за Стивена Голдберга, от которого родила своего единственного ребёнка — дочь Эмму Голдберг. Биссекс была замужем за Голдбергом 19 лет до своей смерти 20 февраля 2005 года от рака молочной железы в 48-летнем возрасте.

## Дискография
- Light in Dark Places (1991)
- Don’t Look Down (1995)
- I Used to Be Nice (1998)
- Between the Broken Lines (2001)
- In White Light (2004)
- Tribute-CD: Remembering Rachel. Songs of Rachel Bissex (2005)

## Фильмография
| Год  |   | Русское название                  | Оригинальное название | Роль           |
| ---- | - | --------------------------------- | --------------------- | -------------- |
| 2004 | ф | Ничто не сравнится со сновидением | Nothing Like Dreaming | Рейчел Эриксен |

## Наследие
- Rachel Bissex Memorial College Fund